# Wacław Wojakowski
Wacław August Wojakowski (ur. 28 maja 1888 w Warszawie, zm. 21 stycznia 1943 w Kielcach) – polski prawnik, działacz piłkarski, oficer rezerwy.

## Życiorys
Od 1909 do 1914 studiował prawo. W 1921 uzyskał tytuł naukowy doktora praw. Był jednym z założycieli Cracovii. Jako piłkarz rozegrał jeden oficjalny mecz w barwach tego klubu w 1919. Został także sędzią piłkarskim. Był współzałożycielem Polskiego Związku Piłki Nożnej, w którym pełnił funkcje wiceprezesa, skarbnika, od 1925 do 1927 sekretarza generalnego. Był wiceprezesem Krakowskiego Okręgowego Związku Piłki Nożnej. Od 1936 do 1937 redagował biuletyn „KS Cracovia”. W lipcu 1937 władze PZPN mianowały go komisarzem Śląskiego Okręgowego Związku Piłki Nożnej.
W Wojsku Polskim został mianowany na stopień podporucznika ze starszeństwem z 1 czerwca 1919 w korpusie oficerów rezerwy administracji (dział gospodarczy). Posiadał przydział w rezerwie do Okręgowego Zakładu Gospodarczego nr V w Krakowie. Później został przeniesiony do korpusu oficerów rezerwy intendentów. Pełnił funkcję kierownika syndykatu fabryk porcelany Ćmielów i Gische w Warszawie.

## Ordery i odznaczenia
- Złoty Krzyż Zasługi (19 marca 1931)[5]